# Lynn Burke

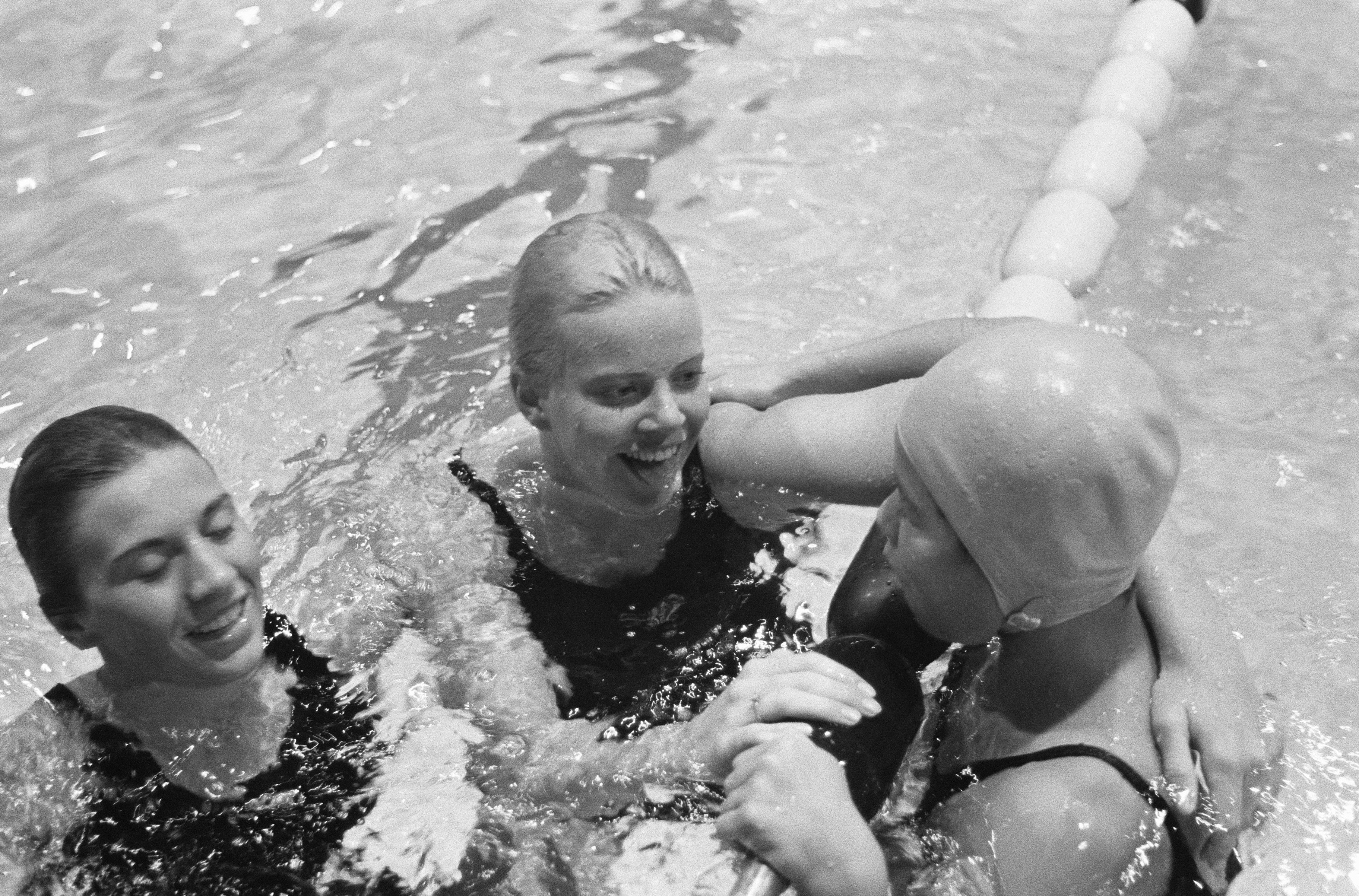
Lynn Burke (Bildmitte) 1960 zwischen Ria van Velzen und Satoko Tanaka

Lynn Edythe Burke (* 22. März 1943 in New York City) ist eine ehemalige US-amerikanische Schwimmerin.
Bei den Olympischen Spielen 1960 in Rom wurde sie mit der 4-mal-100-Meter-Lagenstaffel Olympiasiegerin. Außerdem siegte sie über 100 Meter Rücken. In ihrer Laufbahn stellte sie insgesamt sechs Weltrekorde auf. Im Jahr 1978 wurde sie in die Ruhmeshalle des internationalen Schwimmsports aufgenommen.